# Mad, Bad, and Dangerous to Know (альбом Dead or Alive)
Mad, Bad, and Dangerous to Know — третій студійний альбом британської поп-групи Dead or Alive, який вийшов 21 листопада 1986 року на лейблі Epic Records. Продовжуючи свою співпрацю з продюсерською командою Stock Aitken Waterman, Dead or Alive випустили кілька хіт-синглів з цього альбому, серед яких «Brand New Lover», «Something in My House», «Hooked on Love» та «I'll Save You All My Kisses».
Відеокліп до пісні «Something in My House» був даниною фільму Жана Кокто «La Belle et La Bete». Окрім зображення співака Піта Бернса, на обкладинці альбому зображено також є одна зі стін Раре, де були зняті деякі сцени для La Belle et La Bete. Фотограф обкладинки — Боб Карлос Кларк.
Сама фраза «Божевільний, поганий і небезпечний для пізнання» походить від опису леді Керолайн Ламб, що розповідає про суперечливу англійську літературну фігуру лорда Байрона.

## Трек-лист
Всі треки написані Dead or Alive.
Side one
1. «Brand New Lover» — 5:18
2. «I'll Save You All My Kisses» — 3:35
3. «Son of a Gun» — 4:15
4. «Then There Was You» — 3:45
5. «Come Inside» — 4:28

Side two
1. «Something in My House» — 7:20
2. «Hooked on Love» — 3:55
3. «I Want You» — 4:12
4. «Special Star» — 4:10

## Персонал
Dead or Alive
- Піт Бернс — вокал
- Майк Персі — бас гітара, гітара
- Тім Левер — клавіші
- Стів Кой — Барабани

Допоміжний персонал
- Майк Сток — Продюсер
- Піт Вотерман — Продюсер
- Мет Еткін — Продюсер
- Марк Макгуар — зведення
- Бурні Адамс — оператор запису

## Чарти
| Чарт (1987)                    | Вища сходинка |
| ------------------------------ | ------------- |
| Australian (Kent Music Report) | 37            |
| Canada Top 100 Albums          | 52            |
| Japanese Oricon Albums Chart   | 1             |
| Sweden Top 60 Albums           | 21            |
| U.K. Top 75 Albums             | 27            |
| U.S. Billboard 200             | 52            |